# Urmas Paet
Urmas Paet (* 20. dubna 1974, Tallinn) je estonský politik, který v letech 2005–2014 působil jako ministr zahraničních věcí a v letech 2003–2005 jako ministr kultury.

## Životopis
Narodil se v Tallinnu. V roce 1996 získal na Tartuské univerzitě titul BA z politologie a dále pokračoval ve studiu, avšak vyšší akademický titul nezískal. Pracoval jako politický redaktor deníku Postimees, roku 1999 se stal místostarostou v Nõmme a v roce 2003 byl zvolen poslancem Riigikogu za Estonskou reformní stranu. Po volbách v roce 2014 se stal europoslancem. Je členem frakce Aliance liberálů a demokratů pro Evropu, působil v rozpočtovém výboru a roku 2019 přešel do výboru pro zahraniční věci.
Paet je ženatý a má dvě děti. Hovoří estonsky, rusky, německy, finsky a anglicky.